# توماس روبسون
توماس روبسون (بالإنجليزية: Thomas Robson)‏ (11 سبتمبر 1995 بسندرلاند في المملكة المتحدة - ) هو لاعب كرة قدم بريطاني في مركز الدفاع. لعب مع نادي سندرلاند.

## وصلات خارجية
- توماس روبسون على موقع قاعدة بيانات كرة القدم.إي يو (الإنجليزية)
- توماس روبسون على موقع Soccerbase.com (لاعب) (الإنجليزية)
- توماس روبسون على موقع Soccerway.com (الإنجليزية)
- توماس روبسون على موقع عالم كرة القدم.نت (الإنجليزية)